# Agelasta basimaculata
Agelasta basimaculata är en skalbaggsart som beskrevs av Heller 1934. Agelasta basimaculata ingår i släktet Agelasta och familjen långhorningar.
Artens utbredningsområde är Filippinerna. Inga underarter finns listade i Catalogue of Life.